# Gebroeders Meester
Gebroeders Meester is het pseudoniem van het Nederlandse filosofische schrijversduo Maarten en Frank Meester.
Gezamenlijk schrijven ze artikelen voor onder andere Filosofie Magazine en Trouw. Ze verzorgen een column op zaterdag in de Volkskrant. Ook treden ze op tijdens openbare interviews op de Nacht van de Filosofie in Felix Meritis te Amsterdam en diverse debatten in filosofische cafés, waaronder Felix & Sofie.
De boeken van de Gebroeders zijn geschreven in de vorm van dialogen over diverse filosofische dan wel religieuze onderwerpen en stromingen. De broers zijn het vrijwel nimmer met elkaar eens en proberen veelal de ander van hun gelijk te overtuigen, door hun stellingen te beargumenteren of waar mogelijk argumenten van grote filosofen te parafraseren.
In 2012 schrijven zij, samen met twee andere schrijvers, voor het jaarlijkse evenement Nederland Leest een essay dat te lezen valt in de speciale uitgave van De donkere kamer van Damokles van Willem Frederik Hermans.

## Publicaties
- Meesters in de Filosofie (2005) ISBN 9076988811
- Meesters in Religie (2006) ISBN 9085710421
- Descartes' docter (2007) ISBN 9789085710479
- Frank Meester / Jonge denkers over grote religies. Islam (2008) ISBN 9789025958176
- Maarten Meester / Jonge denkers over grote religies. Nieuwe spiritualiteit (2008) ISBN 9789025958169
- Maarten Meester / Van gnosis tot alchemie. Inleiding in de esoterie (2009) ISBN 9789025960445
- Frank Meester / Zie mij. Filosofie van de ijdelheid (2010) ISBN 9789020412710
- Meesters in het hier en nu (2012) ISBN 9789085713043